# Taxiphyllum wissgrillii
Taxiphyllum wissgrillii là một loài Rêu trong họ Hypnaceae. Loài này được (Garov.) Wijk & Margad. miêu tả khoa học đầu tiên năm 1960.